# Cruzeiro de Covas do Barroso
O Cruzeiro de Covas do Barroso é um cruzeiro que se situa na freguesia de Covas do Barroso, município de Boticas, no Distrito de Vila Real.
Este cruzeiro foi erigido em 1776, situando-se no largo principal da aldeia perto da Capela de Nossa Senhora da Saúde (Covas do Barroso). Está classificado como Imóvel de Interesse Público desde 1967.

## Descrição histórica e artística
Este exemplar da arquitectura religiosa está implantado no largo da povoação.
Neste cruzeiro destaca-se a iconografia das representações escultóricas da cruz: de um lado uma Pietá, com Nossa Senhora a segurar Cristo, que tem um braço pendente, e do outro Santo António, em pé, com o Menino sentado sobre um livro, num dos braços e uma cruz no outro. 
Este cruzeiro ergue-se sobre um plinto de secção quadrangular com faces molduradas e motivo central polilobado. A base semicircular exibe uma inscrição com a data da edificação - 1776 -, e suporta a coluna com o terço inferior de caneluras e os restantes lisos, terminando num capitel compósito.Sobre este, um globo e a cruz com as representações já referidas.
Na inscrição pode-se ler: “PASSIO DOMINI / NOSTRI JESUS / CERISTI ESTA SE F / MDCCLXXVI”.